# Anniversario dell'Unità d'Italia
L'anniversario dell'Unità d'Italia è una ricorrenza che cade annualmente il 17 marzo e che celebra la nascita dello Stato italiano, avvenuta in seguito alla proclamazione del Regno d'Italia del 17 marzo 1861 a Torino.
La completa unificazione del territorio nazionale avvenne però solo negli anni seguenti: nel 1866 vennero annessi il Veneto e la provincia di Mantova, nel 1870 il Lazio (con Roma che divenne ufficialmente capitale d'Italia nel 1871) e nel 1918 il Trentino-Alto Adige e la Venezia Giulia. A tal proposito, venne anche istituita la Giornata dell'Unità Nazionale e delle Forze Armate, che viene celebrata annualmente il 4 novembre ricordando la vittoria italiana nella Prima guerra mondiale, evento bellico considerato completamento del processo di unificazione risorgimentale.
L'anniversario della nascita dello Stato italiano è stato solennemente festeggiato nel 1911 (50 anni), nel 1961 (100 anni) e nel 2011 (150 anni).

## Storia
L'anniversario dell'unità d'Italia ricorda la promulgazione della legge n. 4671 del Regno di Sardegna con la quale, il 17 marzo 1861, in seguito alla seduta del 14 marzo dello stesso anno della Camera dei deputati nella quale fu approvato il progetto di legge del Senato del 26 febbraio 1861, Vittorio Emanuele II proclamò ufficialmente la nascita del Regno d'Italia, assumendone il titolo di re d'Italia per sé e per i suoi successori:
(Testo della legge n. 4671 del 17 marzo 1861 del Regno di Sardegna)

## 50º anniversario

Francesco Saverio Nitti (a sinistra) con il re Vittorio Emanuele III (2º a sinistra) al cinquantenario dell'unità d'Italia (Torino, 1911)

Cerimonia di inaugurazione del Vittoriano (4 giugno 1911)

Nel 1911, tra i mesi di marzo e aprile, fu celebrato il 50º anniversario della nascita del Regno d'Italia con una serie di mostre a Torino (capitale dal 1861 al 1865), a Firenze (capitale dal 1865 al 1871) e Roma (capitale dal 1871 in poi). Mentre a Torino si tenne l'Esposizione internazionale dedicata all'industria e al lavoro, a Roma si tenne l'esposizione nazionale con mostre dedicate alle arti e alla cultura:
- mostra etnografica e regionale in Piazza d'Armi (oggi Piazza Mazzini), nucleo delle collezioni nel futuro Museo nazionale delle arti e tradizioni popolari;
- esposizione internazionale di belle arti a Valle Giulia: qui furono inaugurati l'edificio della Galleria nazionale d'arte moderna e contemporanea e i padiglioni delle nazioni ospiti, che però furono tutti smantellati a mostra finita (eccetto l'edificio del Regno Unito, che divenne sede della Scuola britannica);
- mostre retrospettive a Castel Sant'Angelo;
- mostra archeologica alle Terme di Diocleziano, sede del Museo Nazionale Romano;
- mostra del Risorgimento al Vittoriano, inaugurato in tale occasione benché ancora incompiuto.

Infine, a Firenze si tennero da marzo a luglio la Mostra del ritratto italiano dalla fine del XVI secolo al 1861 a Palazzo Vecchio e l'Esposizione internazionale di floricoltura al Giardino dell'Orticoltura.
A corredo delle celebrazioni del cinquantenario fu pubblicato il volume Le tre capitali: Torino-Firenze-Roma, scritto da Edmondo De Amicis nel 1898.
Il regista Luigi Maggi diresse il film Nozze d'oro, basato su una storia del Risorgimento, facendo un parallelo ideale fra il cinquantesimo dell'Unità d'Italia e il cinquantesimo di matrimonio di un bersagliere, combattente nella seconda guerra d'indipendenza; il titolo del film gioca sul fatto che questo anniversario nuziale tradizionalmente è noto come nozze d'oro.
Il 1º maggio 1911 fu emessa una serie di francobolli per commemorare l'avvenimento appunto nota come Cinquantenario dell'Unità d'Italia.
L'Accademia dei Lincei, sotto la guida di Pietro Blaserna, produsse l'opera Cinquant'anni di storia italiana, formata da tre volumi nei quali era descritta la storia politica, economica e della vita civile d'Italia dal 1861 al 1911.
Queste celebrazioni furono, per ovvi motivi, le uniche a cui parteciparono i reduci sopravvissuti degli avvenimenti legati alla seconda guerra di indipendenza e alla spedizione dei Mille.

## 100º anniversario

De Gaulle e Gronchi alla sfilata militare rievocativa di Magenta (23 giugno 1959)

La monorotaia di Torino, costruita per l'occasione delle celebrazioni del Centenario

Le celebrazioni del centenario iniziarono nel 1959 con la visita in Italia del generale De Gaulle, dal 23 al 27 giugno a celebrare il ricordo dell'alleanza sardo-francese che permise la vittoriosa seconda guerra d'indipendenza italiana, che costituì la molla, da cui nel volgere di due anni avvenne l'unificazione nazionale. Durante questa visita furono organizzate riviste militari e manifestazioni sui campi di battaglia di Magenta, Solferino e San Martino e visita dell'altare della Patria a Roma.
Nel 1961, in occasione della ricorrenza del 100º anniversario dell'Unità d'Italia, a Torino furono organizzate tre rassegne: la Mostra Storica dell'Unità d'Italia, la Mostra delle Regioni Italiane e l'Esposizione Internazionale del Lavoro conosciuta anche come Expo 1961.
Roberto Rossellini, regista di numerosi film aventi come oggetto periodi o personaggi storici d'Italia, diresse due film centrati sul Risorgimento: il celebrativo Viva l'Italia, in cui ricostruisce la spedizione dei Mille, e il più intimista Vanina Vanini, ambientato ai tempi dei moti carbonari.

Il 16 marzo 1961 il presidente degli Stati Uniti John Fitzgerald Kennedy tenne un discorso alla DAR Constitution Hall per celebrare il centenario dell'unificazione italiana:

## 150º anniversario
In occasione del 150º anniversario, ricorrente il 17 marzo 2011, in tutto il Paese furono celebrati i festeggiamenti per commemorare l'Unità d'Italia ed è stata proclamata la festa nazionale con scuole, uffici e attività lavorative sospese. Peraltro, al fine di evitare oneri a carico della finanza pubblica e delle imprese private, vennero spostati a tale data gli effetti giuridici ed economici della festività soppressa del 4 novembre, ovvero ogni dipendente dovette detrarre un giorno di ferie obbligate dal cumulo annuale delle ferie.

### Preparativi
I preparativi per la festa iniziarono con Decreto del Presidente del Consiglio dei ministri Romano Prodi, datato 24 aprile 2007. Con tale atto fu istituito un comitato interministeriale guidato dal ministro per i beni e le attività culturali affiancato dai ministri dell'economia e finanze, delle infrastrutture e trasporti, dell'istruzione, università e ricerca, della difesa, dello sviluppo economico, per i rapporti con le regioni, dal sottosegretario alla Presidenza del Consiglio, dal segretario del Consiglio dei ministri, dal sottosegretario alla Presidenza con delega al turismo e dal segretario generale della Presidenza del Consiglio.

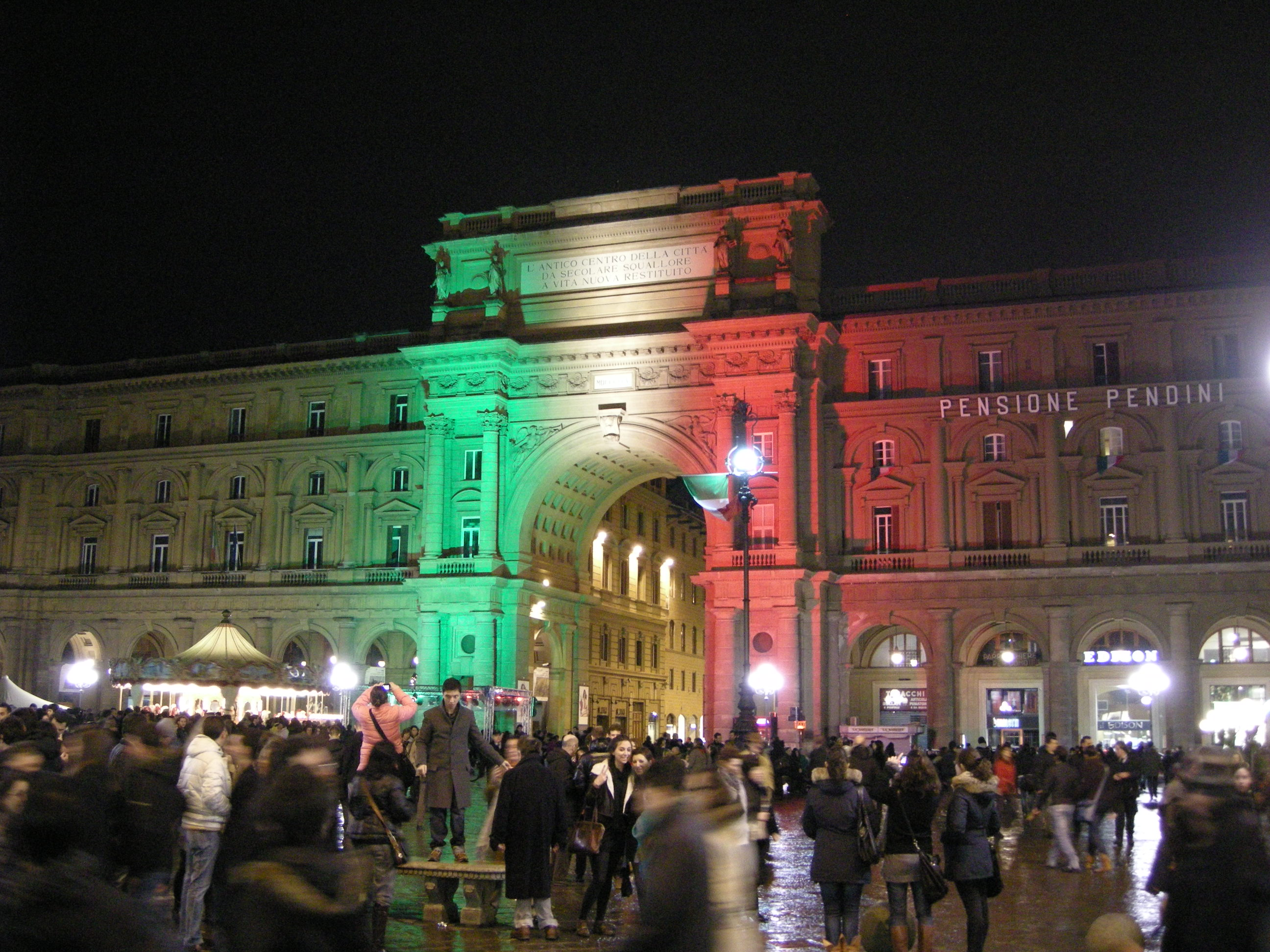
Serata Tricolore a Firenze (17 marzo 2011)

Il comitato, insieme alle amministrazioni regionali e locali interessate, aveva cura delle attività di pianificazione, preparazione ed organizzazione degli interventi e delle iniziative connesse alle celebrazioni del 150º anniversario dell'unità nazionale. In particolar modo, doveva promuovere lo sviluppo di un programma di interventi ed opere di carattere culturale e scientifico, specialmente nelle città simbolo del processo di unificazione, e il modo con cui finanziare tali interventi.
Il programma delle iniziative decise dal comitato interministeriale era monitorato da un comitato dei garanti guidato da Giuliano Amato, succeduto il 20 aprile 2010 a Carlo Azeglio Ciampi.

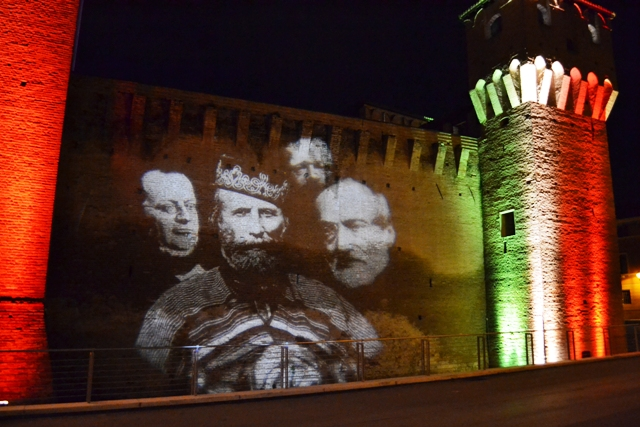
La Rocca estense di San Felice sul Panaro illuminata in occasione del 150º anniversario

A partire dal 15 giugno 2007, secondo quanto scritto in un decreto del Presidente del Consiglio dei Ministri, entrò in attività anche una "Struttura di Missione" nata con lo scopo di aiutare il comitato interministeriale nello svolgimento dei suoi compiti. L'11 settembre 2008 la Struttura di Missione passò alle dipendenze del Segretariato Generale della Presidenza del Consiglio dei ministri. Grazie alla sua attività la Struttura di Missione ha permesso di stilare un piano preliminare concernente gli interventi strutturali affini al 150º anniversario, curandone gli aspetti amministrativi e tecnici. In base all'ordinanza n. 3772 del 19 maggio 2009 emanata da Silvio Berlusconi (Presidente del Consiglio dei ministri dal maggio 2008), la Struttura di Missione cambiò nome in "Unità Tecnica di Missione".

### I luoghi della memoria
I luoghi sono stati scelti da dei garanti, nella riunione del 28 settembre 2009, come primo aspetto da rivitalizzare e valorizzare dato il loro stretto legame con la storia d'Italia. Le città chiave di questa iniziativa erano Torino, Milano, Napoli, Genova, Venezia, Palermo, Firenze, Bologna, Roma e altre città.

### Luoghi

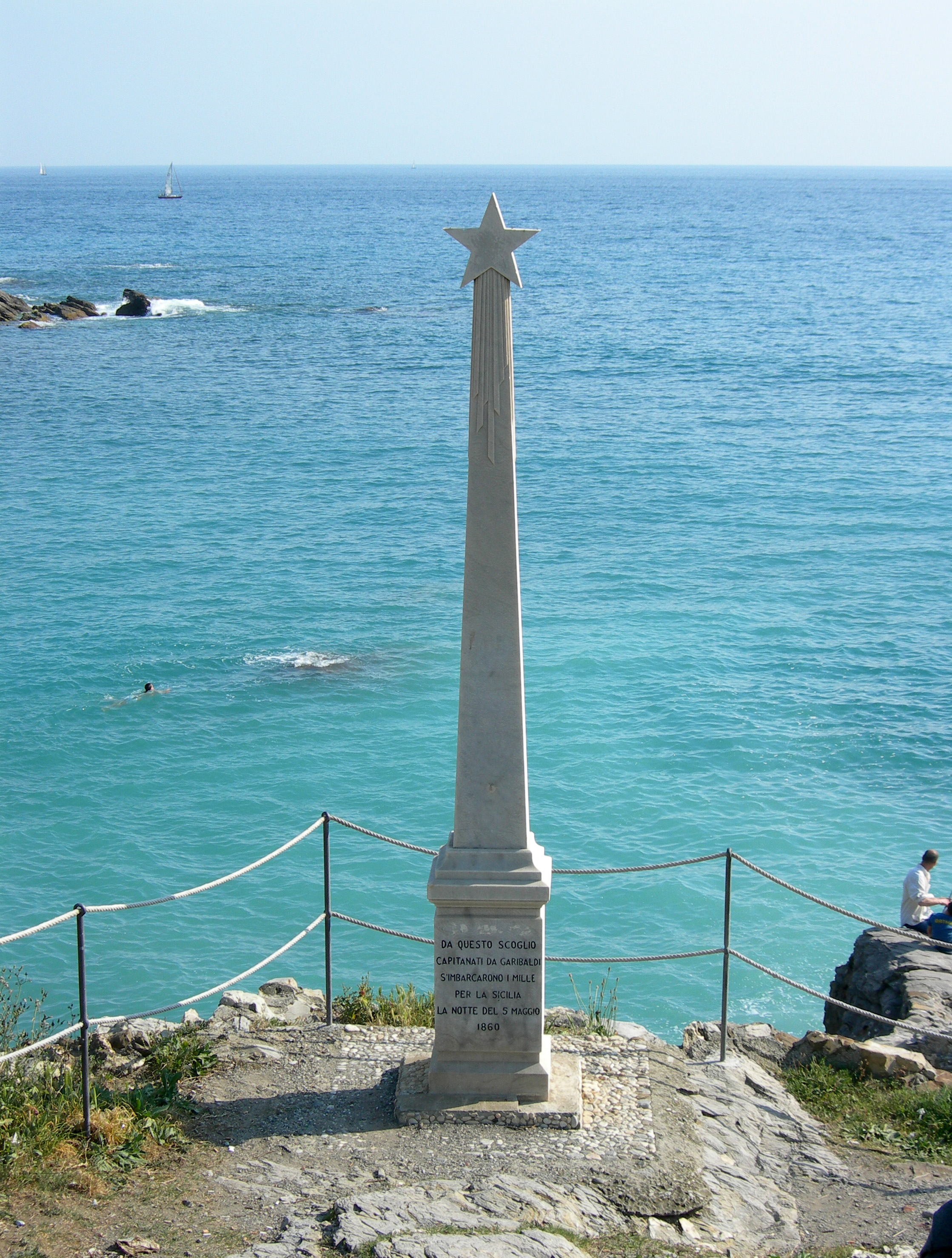
Scoglio dal quale partì la spedizione dei Mille la notte del 5 maggio 1860

Le celebrazioni per il 150º anniversario sono iniziate il 5 maggio 2010 a Quarto dei Mille e hanno visto la partecipazione del Presidente della Repubblica Italiana Giorgio Napolitano, del Presidente della Camera dei deputati Gianfranco Fini, del Presidente del Senato Renato Schifani, dei ministri Ignazio La Russa e Sandro Bondi e di altre autorità. La località fu scelta dietro proposta di Carlo Azeglio Ciampi perché proprio da Quarto dei Mille iniziò, il 5 maggio 1860, la spedizione dei Mille guidata da Giuseppe Garibaldi.
Napolitano si è recato poi a Marsala l'11 maggio 2010 per presenziare alla ricostruzione dell'arrivo dei Mille nella città, dopodiché ha depositato una corona al monumento dedicato all'evento. Sempre Napolitano si è recato in seguito a Salemi e Calatafimi per onorare, insieme a Ignazio La Russa, i caduti della battaglia di Calatafimi consumatasi il 15 maggio 1860.
Le celebrazioni entrarono nel vivo nel 2011, in occasione della visita a Torino del Presidente Giorgio Napolitano, che il 17 marzo proclamò l'inizio dei festeggiamenti con l'accensione dell'anello tricolore posto intorno al collo della Mole Antonelliana. I torinesi per l'occasione esposero oltre 100.000 bandiere tricolori alle finestre. Durante la visita di tre giorni furono inaugurate le mostre Fare gli Italiani (curata da Walter Barberis e Giovanni De Luna) e Stazione futuro (curata da Riccardo Luna) presso le Officine Grandi Riparazioni e La Bella Italia (curata da Antonio Paolucci) presso la Reggia di Venaria. In occasione delle celebrazioni del 2011 a Torino giunsero oltre 2.000.000 di visitatori.

### Il logo ufficiale
Il logo ufficiale dell'anniversario era costituito da tre bandiere italiane rappresentanti il 50º, 100º e 150º anniversario dell'Unità d'Italia. Il simbolo ha lo scopo di ricordare il coraggio, il sogno e la gioia che caratterizzarono il processo unitario, ed è stato disegnato ispirandosi al volo degli uccelli, a delle vele gonfie e alle feste.
La semplicità e le forme dell'immagine si prestano ad essere accostate ai simboli di ogni altra manifestazione.

### Numismatica

La moneta commemorativa da 2 euro dei 150 anni dell'Unità d'Italia

Per la ricorrenza, lo Stato italiano ha emesso un nuovo 2 euro commemorativo celebrante i 150 anni dell'Unità del paese e raffigurante le tre bandiere adottate come stemma dei festeggiamenti.

## Giornata dell'Unità nazionale
Con la Legge 23 novembre 2012, n. 222, in materia di "Norme sull'acquisizione di conoscenze e competenze in materia di «Cittadinanza e Costituzione» e sull'insegnamento dell'inno di Mameli nelle scuole", è stata approvata in maniera definitiva l'istituzione della "Giornata dell'Unità nazionale, della Costituzione, dell'inno e della bandiera" a cadenza annuale. Pur rimanendo un giorno lavorativo, il 17 marzo viene considerato come "giornata promuovente i valori legati all'identità nazionale".
(Parlamento italiano, art. 1, comma 3, legge 23 novembre 2012, n. 222)